# 김대진 (아나운서)
김대진(1975년 8월 4일 ~ )은 대한민국의 아나운서이다. 삼성 프로야구 중계로 최다 중계 기록을 갖고 있다.
야구 경기, 최다 중계기록(비공식)을 가지고 있다.

## 경력
- TBC 라디오를 통해 KBO리그 삼성 라이온즈의 경기 2,250회 이상 중계 중(2007년 ~ 현재)
- TBC 대구방송(2003년 5월 ~ 현재)
- 강원교통방송(2001년 10월 ~ 2003년 5월)
- 여수 MBC(2000년 4월 ~ 2001년 10월)
- 대경대학 방송영상과 교수(2010년 3월 ~ 현재)
- 대구대학교 언어치료학과 외래 교수(2008년)

## 학력
- 경북대학교 대학원 신문방송학과 석사
- 부산외국어대학교 이태리어과(2001년 졸업)
- 문창고등학교(1994년 졸업)

## 주요방송
- TV방송: TBC 8 뉴스, 열린 아침 오늘이 좋다, TBC클리닉 건강365 등
- 라디오방송: TBC 스포츠 프로야구 삼성라이온즈 전경기 생중계, 김대진의 달려라 김대리, 라디오세상, 오늘은 즐거운 가요! 등